# Miri Regew
Miri Regew, Miriam Regew (hebr. מירי רגב, מרים רגב, ang.: Miri Regev, ur. 26 maja 1965 w Kirjat Gat) – izraelska polityk, w latach 2015–2020 minister kultury i sportu, w latach 2020–2021 i od 2022 minister transportu, od 2009 poseł do Knesetu.

## Życiorys
Służyła jako rzecznik Sił Obronnych Izraela, karierę wojskową zakończyła w stopniu generała brygady (tat alluf).
W wyborach parlamentarnych w 2009 po raz pierwszy dostała się do izraelskiego parlamentu. Zasiadała w Knesetach XVIII, XIX i XX kadencji.
14 maja 2015 w rządzie Binjamina Netanjahu objęła resort ministra kultury i sportu. W wyborach w kwietniu 2019 uzyskała reelekcję.
Mieszka w Rosz ha-Ajin, jest mężatką, ma troje dzieci.